# Gottlob Engelhard
Gottlob Giacomo Engelhard (* 18. Dezember 1812 in Kassel; † 13. April 1876 in Münster) war ein deutscher Architekt und kurhessischer bzw. preußischer Baubeamter in Kassel und Münster.

## Leben und Wirken
Engelhards Vater war der Kasseler Landbaumeister Daniel Engelhard, seine Mutter Annunciata geb. Bossi. Er wuchs in Kassel auf und studierte an der Architekturabteilung der Kasseler Akademie der bildenden Künste. Direktor der Abteilung war damals Johann Conrad Bromeis. Nach Abschluss des Studiums lebte und arbeitete Engelhard von 1834 bis 1841 in Rom. Dort rekonstruierte er den Tempelgrundriss innerhalb des Palazzo Caffarelli, dem damaligen Sitz der preußischen Botschaft. Bei verschiedenen Projekten arbeitete er mit anderen deutschen Architekten in Rom zusammen, so mit Georg Jatho († 1851) und Johann Michael Knapp.
Nach seiner Rückkehr aus Italien arbeitete er in der kurhessischen Bauverwaltung. Ab 1851 bewohnte er als Oberhofbaumeister eine Dienstwohnung im Wilhelmshöher Platz 2, die 1864 von seinem Nachfolger Heinrich von Dehn-Rothfelser übernommen wurde. Er plante den Umbau des Schlosses Hořovice, das dem Kasseler Kurfürsten Friedrich Wilhelm I. gehörte.
Später wechselte Engelhard zur Bauabteilung der Regierung in der preußischen Provinzialhauptstadt der Provinz Westfalen in Münster. Dort wurde er zum Geheimen Regierungsrat ernannt. Er starb 1876 in Münster.
Engelhard war Mitglied des Berliner Architektenvereins und korrespondierendes Mitglied des archäologischen Vereins in Rom. Neben seinen Leistungen als Architekt und Baumeister ist auch seine Tätigkeit als Maler und Zeichner beachtenswert. Im Jahr 2003 fand in Kassel eine Ausstellung mit Werken von ihm statt: Von Kassel nach Konstantinopel – Landschaften und Architekturzeichnungen von Gottlob Engelhard. In Kassel wurde auch eine Straße nach ihm benannt.

## Bau des Kasseler Hauptbahnhofs

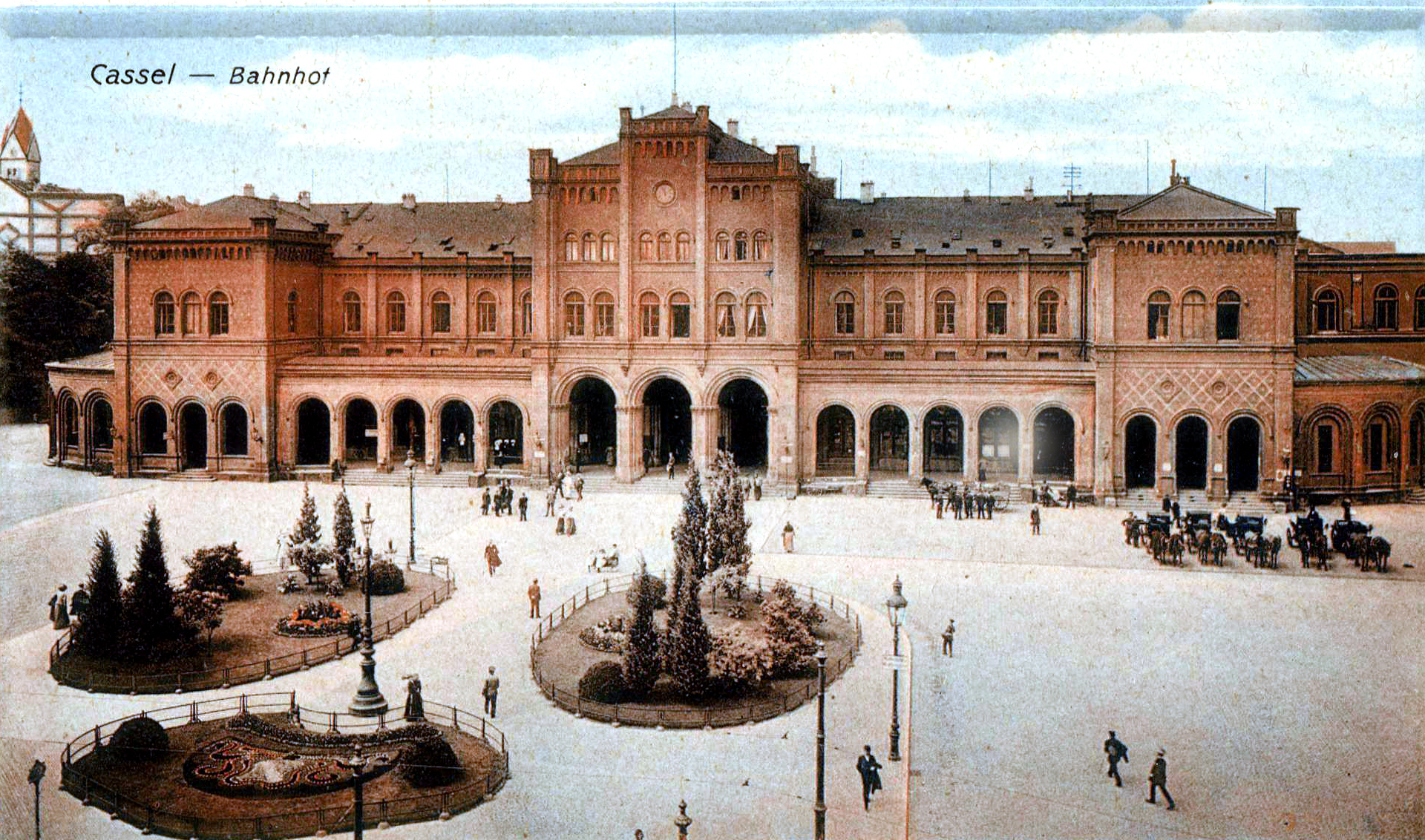
Der Hauptbahnhof vor der Zerstörung

Als bedeutendstes der von Engelhard geschaffenen Bauwerke gilt der Kasseler Hauptbahnhof. Er wurde von 1854 bis 1857 als ein Kopfbahnhof im Rundbogenstil des romantischen Klassizismus in der damaligen Oberstadt errichtet.
An der Stelle des neuen Bahnhofs hatten sich bereits vorher zwei provisorische Bahnhofsbauten befunden. Der Architekt und spätere geheime Referent für Eisenbahnangelegenheiten im kurhessischen Kabinett Julius Eugen Ruhl hatte diese getrennten Holzgebäude für zwei Eisenbahnlinien, die private Friedrich-Wilhelms-Nordbahn-Gesellschaft und die staatliche Main-Weser-Bahn gebaut. Ab 1848 wurden hier Züge abgefertigt. Im selben Jahr fiel auch die kurfürstliche Entscheidung zum Bau eines neuen Zentralbahnhofs. Dieser Bahnhof sollte als Gemeinschaftsbahnhof auch noch zur Abfertigung der Hannoverschen Südbahn dienen. Vor dem Baubeginn standen vier verschiedene Varianten für den Standort zur Diskussion, davon war eine der vom Kurfürsten abgelehnte Vorschlag von Engelhards Vater – am Möncheberg. Der Bahnhof wurde mit drei Bahnsteigen und vier Gleisen konzipiert. Durch Drehscheiben konnten die angekommenen Lokomotiven gedreht und über ein Seitengleis wieder an die nunmehrige Spitze des Zuges gesetzt werden. In den Seitenflügeln des Baus befanden sich die Wartesäle und ein Fürstenzimmer. Der Bahnhof gehörte zu den ersten Hauptbahnhöfen Deutschlands und entwickelte sich bald zu einem bedeutenden Eisenbahnknotenpunkt. Der Backsteinbau wurde zunächst als „Oberstadt-Bahnhof“ bezeichnet. Im Zweiten Weltkrieg wurde der Bahnhof stark zerstört und danach weitgehend durch ein neues Gebäude ersetzt.

## Familie
Engelhard heiratete Elisabeth Clara Mathilde (* 1816), eine Tochter seines ehemaligen Lehrers Bromeis. Das Paar hatte mehrere Kinder, darunter Philipp Engelhard, der im Deutsch-Französischen Krieg 1870/1871 fiel, und August Felix Gottlob Engelhard (1854–1931), der in Hannover Architektur studierte und später Stadtbaumeister in Eschwege und ab 1897 Baurat in Aurich/Ostfriesland war.

## Werke
- Entwurf zu einem deutschen Künstlerhaus in Rom, sign. 1837, in: Erinnerungsbuch der Deutschen Künstler in Rom (Zweites Künstleralbum), Deutscher Künstler-Verein (Hrsg.), Rom